# Bram Oberstein
Abraham (Bram) Oberstein (Rotterdam, 30 april 1897 – Sobibór, 4 juni 1943) was een Nederlands cellist.
Hij was zoon van Pesse Cappe en Gersen Oberstein, die een gezelligheidssalon bestierden aan de Kruisstraat 44; vader was ook boekdrukker. Op 16 februari 1927 trouwde hij met pianiste Eva van der Kloot, een echtscheiding volgde op 6 augustus 1928. In 1941 hertrouwde hij met Louisa Corper. Hij had kennelijk in zijn eerste Nederlandse jaren nog een andere nationaliteit; naturalisatie volgde in 1929/1930, aldus het Staatsblad van het Koninkrijk der Nederlanden.
Hij kreeg zijn opleiding aan de muziekschool van de Maatschappij tot Bevordering der Toonkunst. Hij was in 1918 een van de belangrijkste cellisten bij de oprichting van het Rotterdams Philharmonisch Orkest. Hij schoof al snel door naar het Utrechts Stedelijk Orkest waar hij tweede solo-cellist werd. Ook gaf hij uitvoeringen binnen de kamermuziek, bijvoorbeeld in het Hartveld Kwartet (Piet Hartvelt, Evert Brantenaar (viool), Kees Hartvelt (alt) en Oberstein (cello)).
Hij gaf wel soloconcerten met genoemd Utrechts orkest onder leiding van Louis Boer. Ook daar was zijn lidmaatschap van het orkest echter van korte duur; hij vertrok in 1922 naar de Verenigde Staten en zadelde het orkest met een probleem op; binnen enkele weken vertrok een groot deel van de cellosectie.  Naar eigen zeggen was hij er solist bij het Philadelphia Orchestra. Toen hij een paar jaar later terug kwam, begon hij in het informele circuit te spelen, dat desalniettemin radio-uitzendingen kreeg. Wellicht dat hij daardoor in contact kwam met het orkest van de Katholieke Radio Omroep. Hij speelde in dat orkest, maar ook in het KRO-trio en KRO-sextet.
Midden jaren dertig werd hij geslachtofferd; de KRO verdween uit beeld. Volgens een documentaire van Pointer uit 2025 werd hij ontslagen vanwege het feit dat hij niet meer paste bij het genre dat het orkest wilde uitvoeren. Boven dat ontslag hing echter een zweem van versterkte verzuiling binnen de omroepen (hij paste als Jood niet meer in het katholieke orkest) en opkomende antisemitisme van die jaren dertig. De dirigent van het orkest Pierre Reinards had sympathie voor opkomend Nazi-Duitsland (werd daar na de oorlog ook voor gestraft). Ook de muziekdirecteur Hendricus Schaffers deelde daarin. Oberstein speelde eigenlijk gewoon door binnen de kamermuziek en gaf ook les vanuit zijn woning aan de Koninginneweg 171 te Hilversum. Een van zijn leerlingen was de fameuze cellist Samuel Brill. In en om Hilversum speelde hij kamermuziek. Toen in 1940 Duitsland Nederland binnenviel, begonnen onder de bezetting de beperkingen van leven voor mensen uit de Joodse gemeenschap. Tot in 1941 kon Oberstein nog redelijk vooruit; zo trad hij in januari 1941 nog op met Gerda Pons en Herman Kruyt in de Nachtwachtzaal in het Rijksmuseum Amsterdam. Hij speelde onder andere sonaten van Pieter Hellendaal en Hendrik Andriessen. Toen het bewind strengere maatregelen doorvoerde, mocht Oberstein alleen nog musiceren met Joodse musici voor een Joods publiek. Oberstein trad toe tot het Joodsch Symphonie Orkest en het Joodse Trio (met pianist Ludwig Belitzer op piano en Sam Tromp op viool).
Wellicht van daaruit kreeg hij een aanstelling bij de Joodse Raad voor Amsterdam en werd door een Sperre nog even gespaard voor deportatie. Op 1 juni 1943, toen ook de Sperre vervallen was, werd hij alsnog (vernmoedelijk via Kamp Westerbork) gedeporteerd naar Sobibór, waar hij vrijwel direct omgebracht werd. Zowel zijn eerste als tweede vrouw werd in een concentratiekamp omgebracht, net als zonen uit het eerste huwelijk Hans en Gerzon. Al hun namen zijn vastgelegd in het Holocaust Namenmonument. Pas in 1950 werd Brams overlijden officieel vastgelegd.
Na de Tweede Wereldoorlog kwam zijn naam nog wel eens bovendrijven bij het herdenken van de muzikale erfenis van pianist Piet Lustenhouwer bij de KRO en in de Pointerdocumentaire.